# آرماندو ویسکونتی
آرماندو ویسکونتی (انگلیسی: Armando Visconti؛ زادهٔ ۲۶ اکتبر ۱۹۸۹) بازیکن فوتبال اهل ایتالیا است.
از باشگاه‌هایی که در آن بازی کرده‌است می‌توان به باشگاه فوتبال آولینو، باشگاه فوتبال آ.اس. رم، و باشگاه فوتبال باری اشاره کرد.
وی همچنین در تیم ملی فوتبال زیر ۲۰ سال ایتالیا بازی کرده‌است.